# 戸田市立戸田東中学校
戸田市立戸田東中学校（とだしりつとだひがしちゅうがっこう）は、埼玉県戸田市にある公立中学校。略称は「東中」。

## 概要
1960年（昭和35年）に創立。生徒数は約550人。
2021年、戸田市初の小中一貫校（戸田東小学校との施設一体型）となった。
生徒1人につき1台タブレットパソコンを配布し、ICT教育の取り組みを進めている。

## 沿革
出典
- 1960年4月11日 - 戸田中学校から分離・独立し、戸田町立戸田東中学校として開校。
- 6月8日 - 新校舎の建設が決定。
- 1961年4月5日 - 新校舎未完のまま戸田中より移転。
- 4月8日 - 新年度始業式。
- 5月18日 - 新校舎完成に伴い同日が開校日と定められる。
- 10月15日 - 校旗・校章制定。
- 1962年3月14日 - 校歌制定。
- 12月26日 - 体育館竣工。
- 1963年4月27日 - 体育館に戸田東小学校が開設される。
- 1964年1月8日 - 戸田東小学校仮校舎（体育館）閉鎖。
- 1月20日 - 第2校舎竣工。
- 4月10日 - 特殊学級増設。
- 4月15日 - 体育用具庫設備、戸田高等学校仮校舎開設。
- 5月15日 - テニスコート2面完成。
- 1965年4月9日 - 戸田高等学校仮校舎閉鎖。
- 10月1日 - 戸田市制により戸田市立戸田東中学校に改称。
- 1969年5月31日 - プール完成。
- 1970年9月3日 - 完全給食実施。
- 1977年1月31日 - 運動場の整地完了。
- 1981年3月14日 - 創立20周年記念誌『東雲』発行。
- 1990年9月20日 - 30周年記念式典。
- 1991年5月28日 - 武道館（彰武館）完成。
- 1992年3月17日 - 国旗掲揚塔完成。
- 2021年 - 新校舎完成、戸田東小学校との小中一貫教育を開始。

## 教育方針
学校教育目標『グローバル社会で、将来、豊かに生き活躍できる生徒の育成』

## 主な学校行事
出典
- 入学式（4月）
- 体育祭（5月）
- 3年修学旅行（6月）
- 2年職業体験（3days、9月）
- 合唱祭（10月）
- 2年校外学習(1月)
- 1年スキー教室（2月）
- 卒業式（3月）

※なお2021年度は新型コロナウイルス感染症の影響により修学旅行の延期が決定。11月に開催。

## 部活動

### 運動部
出典
- 野球部（男女）
- サッカー部（男女）
- 陸上部（男女）
- ソフトテニス部（女子）
- バスケットボール部（男子）
- バスケットボール部（女子）
- バレーボール部（女子）
- バドミントン部（男女）
- 卓球部（男子）
- 剣道部（男女）

### 文化部
出典
- 吹奏楽部（男女）
- 美術部（男女）
- 家庭科部（男女）
- パソコン情報部（男女）

## 通学区域
戸田市
喜沢1丁目、中町1丁目、下戸田1、2丁目、下前1丁目（1、2、7～10、11、14、15）